# Железняков (лек крайцер, 1941)
Железняков e лек крайцер на ВМФ на СССР от проект 68-К, „Чапаев“.

## История на строителството
Заводски номер: 545.
- 31 октомври 1939 г. – заложен на ССЗ № 194 (завод „А. Марти“ („Судомех“), Ленинград).
- 25 септември 1940 г. – зачислен в списъците на флота.
- 10 септември 1941 г. – строителството е спряно и е законсервиран.
- 19 април 1950 г. – достроен след ВОВ и влиза в строй (по други данни на 29 юли 1950 г.).

## История на службата
- 7 септември 1950 г. – влиза в състава на 4-ти флот.
- 30 юли 1951 г. – преведен в ЧСФ.
- 7 август 1968 г. – преведен в ЛенВМБ (Ленинградска военноморска база).
- 28 май 1973 г. – преведен в ДЧБФ (Дивизия на Червенознаменният Балтийски флот.
- от 14 октомври 1957 г. до 5 август 1961 г. – основен ремонт в гр. Ленинград.
- 18 април 1973 г. – изваден от бойния състав на ВМФ и прекласифициран на учебен кораб.
- 21 октомври 1975 г. – разоръжен и изключен от състава на флота.
- 15 март 1976 г. – разформирован.
- През 1976 – 1977 г. – разкомплектован за скрап на базата на „Главвторчермета“ в гр. Лиепая.